# Дезинформация
Дезинформа́ция — заведомо ложная или искажённая информация, предоставляемая противнику, жертве или деловому партнёру для более эффективного ведения боевых действий, сотрудничества, проверки на утечку информации.
Также дезинформацией (или дезинформированием) называют сам процесс манипулирования информацией, например: предоставление неполной информации (или полной, но уже ненужной информации), искажение контекста, искажение части информации.
Цель дезинформации — заставить оппонента поступить так, как это необходимо манипулятору. Поступок субъекта, против которого направлена дезинформация, может заключаться в принятии нужного манипулятору решения или в отказе от принятия невыгодного для манипулятора решения. 
Следует учитывать, что термин "дезинформация" может использоваться как риторическая тактика с целью дискредитации позиции и аргументации оппонента. В таком случае термин служит мощным инструментом для дисквалификации всей позиции оппонента без необходимости вступать в содержательную дискуссию. Это придает обвинению моральную окраску, выставляя оппонента не просто ошибающимся, но и аморальным распространителем лжи.

## Виды дезинформации
- введение в заблуждение конкретного лица или группы лиц (в том числе и целой нации);
- манипулирование (поступками одного человека или группы лиц);
- создание общественного мнения относительно какой-то проблемы или объекта.

Введение в заблуждение — это не что иное, как прямой обман, предоставление ложной информации.
Манипулирование — это способ воздействия, направленный непосредственно на изменение направления активности людей. Выделяют следующие уровни манипулирования:
- усиление существующих в сознании людей выгодных манипулятору ценностей (идей, установок…);
- частичное изменение взглядов на то или иное событие или обстоятельство;
- кардинальное изменение жизненных установок;
- устройство ложных объектов и передислокация войск (в военном деле).

Создание общественного мнения — это формирование в обществе определённого отношения к выбранной проблеме.
Исследования в области дезинформации расширяются как прикладная область исследований.

## Стратегии распространения дезинформации
В академической литературе указаны четыре основных метода распространения дезинформации:
1. Избирательная цензура.
2. Манипуляции с рейтингом поиска.
3. Взлом и релиз
4. Распространение дезинформации напрямую

## Ресурсы, борющиеся с дезинформацией
- Европейский союз: Оперативная рабочая группа по стратегическим коммуникациям
- Украина: «Детектор медіа», «StopFake»
- Польша: «OKO.press[пол.]»
- Чехия: «Seznam Zprávy[чеш.]»